# Soćki
Soćki – wieś w Polsce położona w województwie mazowieckim, w powiecie siedleckim, w gminie Wodynie. Ma status sołectwa.
W latach 1975–1998 miejscowość administracyjnie należała do województwa siedleckim
Wierni Kościoła rzymskokatolickiego należą do parafii Wniebowzięcia Najświętszej Maryi Panny w Stoczku Łukowskim.
We wsi znajduje się założona w 1967 roku jednostka ochotniczej straży pożarnej. Jest to jednostka typu M, czyli nie posiadająca samochodu, a jedynie motopompę wożoną na pojeździe zastępczym.

## Historia
Miejscowość istniała już w XVI w. Początkowo była zaściankiem rodu Soćków, skąd wzięła swoją nazwę. Historycznie znajduje się w granicach Mazowsza w granicach Ziemi Czerskiej, w powiecie Latowickim. W 1660 roku wieś wchodziła w skład starostwa Latowicz. Kmiecie z tego rejonu nie odrabiali pańszczyzny, lecz płacili dodatkowy podatek. W 1876 roku we wsi było 13 domów i 111 mieszkańców, obszar wynosił 302 morgi.

W roku 1876 znajdował się tu również tartak parowy.